# José Maria de Moura
José Maria de Moura (Vila Franca de Xira, 1772 — Lisboa, 10 de janeiro de 1836) foi um um oficial general do Exército Português que se destacou no cargo de Governador das Armas do Pará aquando da independência do Brasil.

## Biografia
Nasceu em Vila Franca de Xira, no ano de 1772, numa família abastada que desejava para José Maria uma carreira militar ou administrativa. Após concluir os seus estudos, se alistou no Exército Português em 1795. Na carreira militar, alcançou diversos cargos de destaque, como comandante do Regimento de Artilharia Nº 3 entre 1811 e 1819, sediado no Alentejo. Adepto da Revolução liberal do Porto, foi nomeado pelas Cortes em 1821, Governador das Armas de Pernambuco, ficando no cargo até dezembro do mesmo ano.
Assumindo o ofício de Governador das Armas da Província do Grão-Pará em 1º de abril de 1822,  notabilizou-se por comandar, no cargo, as tropas portuguesas sediadas em Belém nos combates da Guerra da Independência do Brasil até à sua capitulação em 15 de agosto de 1823, quando se retiraram para Portugal. José Maria de Moura foi elevado por Dom João VI em 1819 do posto de coronel de artilharia para brigadeiro. Depois foi elevado ao mais alto posto do Exército, o de tenente-general. Vindo a falecer no dia 10 de janeiro de 1836 na cidade de Lisboa, foi casado com Maria do Carmo da Silveira e Araújo (nascida em 1796).
Publicou um opúsculo intitulado Exposição dos motivos pelos quaes o marechal de campo José Maria de Moura não tem podido ir para o Porto reunir-se ao exercito de SMF a Rainha de Portugal do commando de seu augusto pae o Duque de Bragança Nesta memória justificativa, escrita nas línguas portuguesa e francesa, o autor dá notícias sobre a sua biografia militar e sobre o modo como desempenhara as comissões de serviço de que fora encarregado tanto em Portugal como no Brasil durante as lutas que precederam a independência do Brasil.